# Arthur Drewry
Arthur Drewry (Grimsby, Lincolnshire; 3 de marzo de 1891-25 de marzo de 1961) fue un presidente británico de la FIFA desde 1955 hasta 1961. Fue elegido presidente el 7 de junio de 1955 en la Conferencia de la FIFA en Lisboa donde sucedió a Rodolphe William Seeldrayers de Bélgica que solo fue presidente por 15 meses siguiendo la muerte de Jules Rimet. Drewry fue también la cabeza administrativa de la Asociación de Fútbol desde 1955 a 1961 y fue presidente de la Liga de Fútbol (FA) y director de Grimsby Town.
Drewry es famoso por su papel en Inglaterra vs Estados Unidos (1950), partido en el cual los ingleses perdieron la posición de forasteros en la Copa Mundial de la FIFA de 1950 en Belo Horizonte. Aunque Walter Winterbottom fue el técnico del lado, Drewry, actuando como un único selector, escogido por el equipo perdedor.